# توم غرينفيلد
توم غرينفيلد (بالإنجليزية: Tom Greenfield)‏ هو لاعب كرة قدم أمريكية أمريكي، ولد في 10 نوفمبر 1917 في غلانديل في الولايات المتحدة، وتوفي في 9 أكتوبر 2004.

## وصلات خارجية
- توم غرينفيلد على موقع مرجع كرة القدم المحترفة.كوم (الإنجليزية)